# Martin Alexander Přibyl
Martin Alexander Přibyl, křtěný Martin František (též Přibil) (14. prosince 1803, Slaný – 7. února 1871 v Berlíně) byl kněz, národní buditel, archivář, archeolog a básník. Psal pod pseudonymem Přibil Berolinský a jinými pseudonymy.

## Život
Studoval na piaristickém gymnáziu ve Slaném. Poté, co vystudoval teologii, působil krátce jako kaplan v Kladně, později v Břežanech. Kněžské svěcení přijal v roce 1828. Působil též jako tajemník pražského arcibiskupa. Pro neshody s arcibiskupem O. Ankviczem byl exkomunikován a vypovězen z Čech. V roce 1835 odešel z kněžského stavu. Získal místo královského archiváře v Berlíně, kde setrval 23 let. Působil jako tajemník a archivář evangelické biblické společnosti a správce skladu biblí.
Je autorem písní a modliteb.